# Port de Saqr
El Port de Saqr és el port principal dels Emirats Àrabs Units i de l'emirat de Ras al-Khaimah, on està situat.
Porta aquest nom en honor de l'emir de Ras al-Khaimah xeic Saqr ibn Muhammad al-Qasimi i fou obert el 1977. Es troba al Khor Kuwair, modern complex industrial.
El port fou ampliat a partir del 2006 i l'ampliació es va inaugurar el 19 de maig del 2007 amb nous molls (ara són 11), un edifici de duanes i un dipòsit de containers amb un total de 795 metres. El port ha tingut un creixement del 107% en els darrers quatre anys amb un 30% per any.
El seu director general (Port Saqr Authority) és el capità Ibrahim Ahmed Al Tunaiji.